# Ферегеу
Ферегеу (рум. Fărăgău) — село у повіті Муреш в Румунії. Адміністративний центр комуни Ферегеу.
Село розташоване на відстані 286 км на північний захід від Бухареста, 24 км на північ від Тиргу-Муреша, 69 км на схід від Клуж-Напоки, 149 км на північний захід від Брашова.

## Населення
За даними перепису населення 2002 року у селі проживали 548 осіб. Рідною мовою 541 особа (98,7%) назвала румунську.
Національний склад населення села:
| Національність | Кількість осіб | Відсоток |
| -------------- | -------------- | -------- |
| румуни         | 538            | 98,2%    |
| цигани         | 7              | 1,3%     |